# Торговля эмиссионными квотами

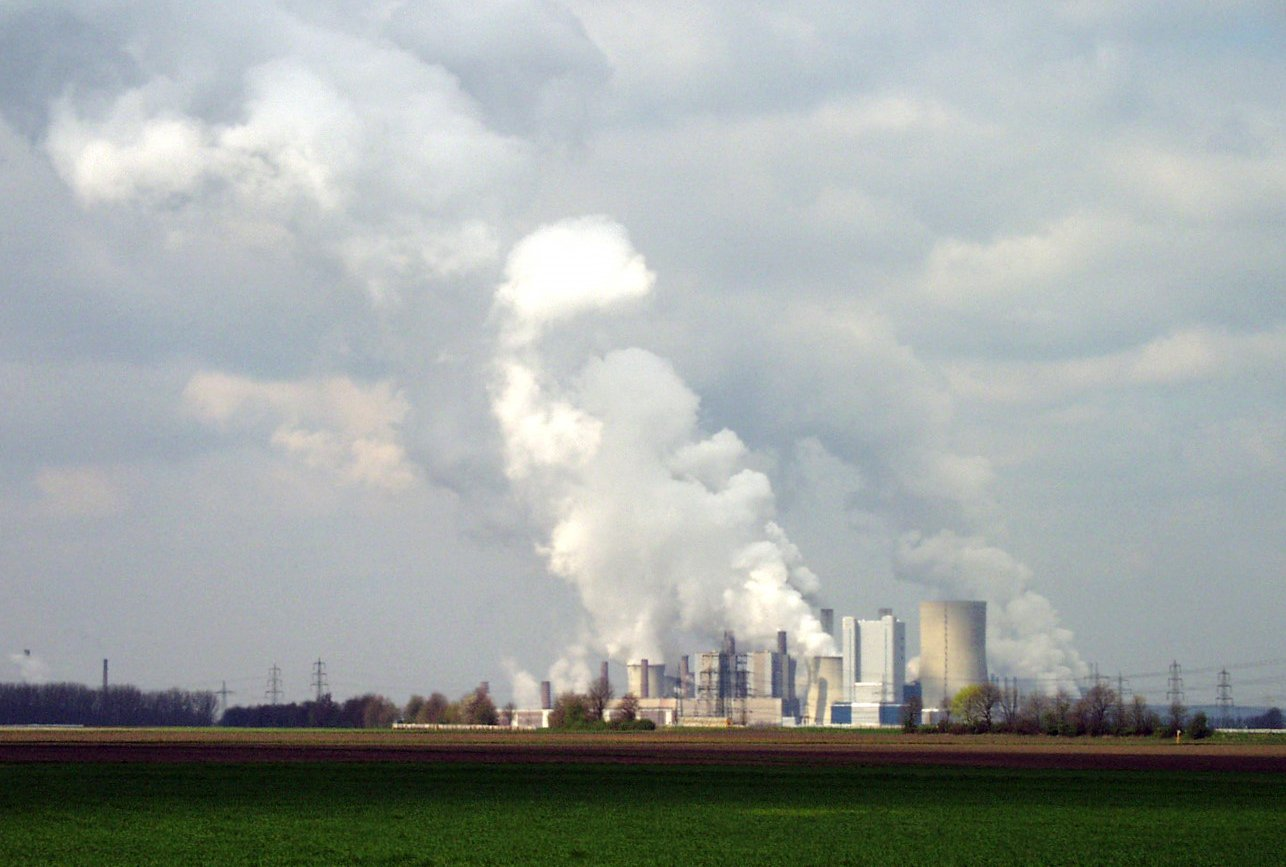
Водяной пар из охладительных башен угольной электростанции в германском Бергхайме

Торговля квотами на эмиссии парниковых газов (англ. emissions trading) — рыночный инструмент снижения выбросов парниковых газов в атмосферу.

## Теоретическая основа

### Основополагающая идея
Основополагающая идея торговли эмиссионными квотами была представлена в 1968 году канадским экономистом Джоном Дэйлсом в его книге «Pollution, Property and Prices» и являлась продолжением теоремы Коуза. Дэйлс предлагал создать рынок прав на загрязнение, чтобы ограничить загрязнение водоёмов промышленностью. Революционно новым в этой идее было то, что правительство могло установить конкретный объём суммарной загрязняемости в качестве экологической цели. После установления ограничения на выброс определённых веществ (к примеру, диоксид углерода, оксид серы, оксид азота) на определённой территории и за конкретный период времени, начинается распределение соответствующего количества квот. Верхняя граница в течение времени может постепенно снижаться. Благодаря свободной торговле этими квотами цена на сертификаты будет определяться спросом. Эмиссии, совершённые без определённой квоты, облагаются штрафом. В английском языке подобная практика называется cap and trade (ограничить и торговать).

### Оценка торговли квотами как инструмент экологической политики
Торговля квотами на загрязнение причисляется к рыночным инструментам экологической политики. Такие инструменты как запреты или предписания признаются эффективными для защиты от острых и краткосрочных экологических угроз, однако считаются недостаточно действенными для долгосрочного снижения ущерба экологической ситуации, достижение которого требует больших издержек. Рыночные инструменты могут различаться по их ориентации на цены или на объёмы. На цены ориентированы, к примеру, пигувианский налог или экологический налог. В идеальном случае они долгосрочно предсказуемы для всех участников. Главной проблемой этих решений является, однако, что экологический эффект является вторичным и достигнуть именно поставленной цели весьма непросто. При слишком низком налоге целевой экологический показатель не достигается, слишком высокий налог приводит к лишним перестановкам в производстве и издержкам.
В отличие от этого, торговля квотами на загрязнение ориентируется на объёмы, так как политикой устанавливаются конкретное количество разрешённых эмиссий. Таким образом, отпадает проблематичное установление величины налога и политика может напрямую влиять на экологические показатели. Поэтому в связи с торговлей квотами часто говорят о высокой экологической точности. Менее предсказуемым в этом случае является, однако, развитие цен и нагрузка на предприятия и потребителей.

## Распределение квот
Раздача сертификатов может проводиться двумя способами:
- Распределение со стороны государства
- Аукционы

Политическая форма распределения разумна только тогда, когда существуют объективные критерии для раздачи, так как существует опасность, что предпочтения будут отдаваться политически влиятельным группам интересов. Объективными критериями при международном распределении эмиссионных квот может быть численность населения того или иного государства. Государства с высоким потреблением невозобновляемых энергоносителей вынуждены при этом закупать квоты на загрязнения у государств с низким расходом энергии. Экономически слабо развитые государства могут вкладывать вырученные деньги в современные экологически чистые технологии.
Если объективных критериев для распределения не существует, имеет смысл продавать квоты через аукционы.

## Киотский протокол
Киотский протокол к Рамочной конвенции ООН об изменении климата был принят в Киото (Япония) 11 декабря 1997 года, был открыт к подписанию с 16 марта 1998 года по 15 марта 1999 года в штаб-квартире ООН в Нью-Йорке.
Киотский протокол вступил в силу 16 февраля 2005 года. К настоящему моменту его ратифицировали около 190 стран. США не ратифицировали Киотский протокол. Страны, не подписавшие протокол, могут присоединиться к нему в любое время.
В настоящее время ведется активная работа по организации международной торговли разрешениями на выбросы основного парникового газа СО2 в рамках Киотского протокола. В качестве одного из основных его положений и экономического обоснования выступает разработка «механизма гибкости», то есть механизма корректировки квот для отдельных стран. Согласно Киотскому протоколу, между странами-участницами предусмотрена торговля квотами на загрязнения, а также реализация совместных проектов по внедрению технологий, обеспечивающих сокращение выбросов и т. д.

## Рынок и наименьшая стоимость
Некоторые экономисты призывают использовать рыночные инструменты, такие как торговля выбросами, для решения экологических проблем вместо предписывающего «командно-контрольного» регулирования. Командно-контрольное регулирование критикуется за то, что оно нечувствительно к географическим и технологическим различиям и поэтому — неэффективно. Однако, это не всегда так, как показывает программа нормирования WW-II в США, в которой местные и региональные советы внесли коррективы для этих различий.
После того, как лимит выбросов был установлен правительственным политическим процессом, отдельные компании могут свободно выбирать, как и следует сокращать ли свои выбросы. Непредставление отчетности о выбросах и отказ от выдачи разрешений на выбросы часто караются дополнительным правительственным регулирующим механизмом, таким как штраф, который увеличивает издержки производства. Фирмы будут выбирать наименее затратный способ соблюдения правил загрязнения, что приведет к сокращению выбросов там, где существуют наименее затратные решения, и позволит сократить выбросы, которые стоят дороже.
В рамках системы торговли выбросами каждый регулируемый загрязнитель имеет возможность гибко использовать наиболее экономически выгодную комбинацию покупки или продажи разрешений на выбросы, сокращения своих выбросов за счет внедрения более чистых технологий или сокращения своих выбросов за счет сокращения производства. Наиболее эффективная с точки зрения затрат стратегия зависит от предельных затрат загрязнителя на борьбу с выбросами и рыночной цены разрешений. Теоретически решения загрязнителя должны привести к экономически эффективному распределению сокращений между загрязнителями и снижению затрат на соблюдение требований для отдельных фирм и для экономики в целом по сравнению с механизмами командования и контроля.

### Рынки эмиссии
Для торговли выбросами, где парниковые газы регулируются, одно разрешение на выбросы считается эквивалентным одной метрической тонне выбросов углекислого газа (CO2). Другими названиями разрешений на выбросы являются углеродные единицы, углеродные кредиты, киотские единицы, единицы установленного количества и сертифицированные единицы сокращения выбросов (ССВ). Эти разрешения могут продаваться частным образом или на международном рынке по преобладающей рыночной цене. Они торгуются и оседают на международном уровне, а значит, позволяют передавать такие разрешения между странами. Каждая международная передача подтверждена Рамочной конвенцией ООН об изменении климата (РКИК ООН). Каждая передача права собственности в рамках Европейского Союза дополнительно подтверждается Европейской комиссией.
Программы торговли выбросами, такие как система торговли выбросами Европейского Союза (ETS ЕС), дополняют торговлю между странами, предусмотренную Киотским протоколом, позволяя частную торговлю разрешениями. В рамках таких программ, которые обычно координируются с национальными целевыми показателями выбросов, предусмотренными в рамках Киотского протокола, национальный или международный орган выдает разрешения отдельным компаниям на основе установленных критериев с целью достижения национальных и / или региональных целевых показателей Киотского протокола при наименьших общих экономических затратах.
Торговые биржи были созданы для обеспечения спотового рынка разрешений, а также рынка фьючерсов и опционов, чтобы помочь обнаружить рыночную цену и поддерживать ликвидность. Цены на углерод обычно указаны в евро за тонну углекислого газа или его эквивалента (CO2). Другими парниковыми газами также можно торговать, но они котируются как стандартные кратные углекислого газа по отношению к их потенциалу глобального потепления. Эти особенности уменьшают финансовое воздействие квоты на бизнес, обеспечивая при этом соблюдение квот на национальном и международном уровнях.
В настоящее время существует шесть бирж, торгующих углеродными кредитами, связанными с РКИК ООН: Чикагская климатическая биржа (до 2010 года), Европейская климатическая биржа, NASDAQ OMX Commodities Europe, PowerNext, Братиславская товарная биржа и европейская энергетическая биржа. NASDAQ OMX Commodities Europe перечислил контракт на торговлю компенсациями, полученными в результате углеродного проекта МЧР под названием сертифицированные сокращения выбросов. Многие компании в настоящее время участвуют в программах сокращения выбросов, компенсации и секвестрации для получения кредитов, которые могут быть проданы на одной из бирж. По крайней мере один частный электронный рынок был создан в 2008 году: CantorCO2e. Углеродные кредиты на Товарной бирже Братиславы торгуются на специальной платформе под названием Carbon place.
Торговля разрешениями на эмиссию является одним из самых быстрорастущих сегментов финансовых услуг в Лондоне с рынком, оцениваемым примерно в 30 миллиардов евро в 2007 году.

### Рынки загрязнения окружающей среды
Лицензия на выбросы непосредственно дает право на выбросы загрязняющих веществ до определенной нормы. В отличие от этого, лицензия на загрязнение для данного места дает право выбрасывать загрязняющие вещества со скоростью, которая вызовет не более чем определенное увеличение уровня загрязнения.

## Общественное мнение
В США большинство опросов показывают большую поддержку торговли выбросами (часто называемой cap-and-trade). Эту поддержку большинства можно увидеть в опросах, проведенных The Washington Post/ABC News, Zogby International и Йельским университетом. Новый опрос Washington Post-ABC показывает, что большинство американцев верят в изменение климата, обеспокоены им, готовы изменить свой образ жизни и платить больше за его решение, а также хотят, чтобы федеральное правительство регулировало парниковые газы. Они, однако, неоднозначны в отношении cap-and-trade.
Более трех четвертей респондентов, 77,0 %, сообщили, что они «решительно поддерживают» (51,0 %) или «в некоторой степени поддерживают» (26,0 %) решение EPA о регулировании выбросов углекислого газа. В то время как 68,6 % респондентов сообщили, что они «очень хотят» (23,0 %) или «не против» (45,6 %), еще 26,8 % сообщили, что они «не совсем хотят» (8,8 %) или «совсем не хотят» (18,0 %) платить более высокие цены за «зеленые» источники энергии для поддержки финансирования программ, снижающих воздействие глобального потепления.

## Сравнение с другими методами сокращения выбросов
Торговля эмиссионными квотами — это только один пример программы торговли выбросами. К другим рыночным подходам относятся базисно-кредитный подход и налог на загрязнение окружающей среды. Все они устанавливают цену на загрязнение и таким образом обеспечивают экономический стимул для сокращения загрязнения, начиная с самых дешевых возможностей. В отличие от этого, при командно-контрольном подходе центральный орган определяет уровни загрязнения, которые разрешается выбрасывать каждому объекту. Торговля эмиссионными квотами по существу функционируют как налог, где налоговая ставка является переменной, основанной на относительной стоимости сокращения выбросов на единицу, а налоговая база является переменной, основанной на сумме необходимого сокращения выбросов.

### Базовый уровень и кредит
В рамках базовой и кредитной программ загрязнители могут создавать разрешения, называемые кредитами или взаимозачетами, путем сокращения своих выбросов ниже базового уровня, который часто является историческим уровнем выбросов с определенного прошлого года. Такие кредиты могут быть куплены загрязнителями, имеющими нормативный лимит.

### Налог на загрязнение окружающей среды
Плата за выбросы или экологический налог — это дополнительная плата за загрязнение, создаваемое при производстве товаров и услуг. Например, налог на углерод — это налог на содержание углерода в ископаемом топливе, который направлен на то, чтобы препятствовать его использованию и тем самым сократить выбросы углекислого газа. Эти два подхода представляют собой перекрывающиеся наборы политических проектов. Оба могут иметь различные области применения, точки регулирования и графики цен. Они могут быть справедливыми или несправедливыми, в зависимости от того, как используется доход. И то, и другое приводит к повышению цен на товары (например, ископаемое топливо) для потребителей. Всеобъемлющая, восходящая, выставленная на аукцион система ограничения и торговли очень похожа на всеобъемлющий, восходящий налог на углерод. Однако многие комментаторы резко противопоставляют эти два подхода.
Главное различие заключается в том, что определено и что выведено. Налог — это контроль цен, в то время как система ограничения и торговли — это инструмент контроля количества. То есть налог — это цена за единицу загрязнения, которая устанавливается властями, и рынок определяет количество выбросов; в капитале и торговле власти определяют количество загрязнения, а рынок определяет цену. Это различие влияет на ряд критериев.
Адаптивность к инфляции: торговля эмиссионными квотами имеет то преимущество, что она автоматически приспосабливается к инфляции (изменениям общих цен), в то время как плата за выбросы должна изменяться регулирующими органами.
Оперативность реагирования на изменения стоимости: неясно, какой подход лучше. Можно объединить их в цену предохранительного клапана: цену, установленную регуляторами, по которой загрязнители могут покупать дополнительные разрешения за пределами колпачка.
Реакция на спады: этот момент тесно связан с реакцией на изменение стоимости, поскольку спады вызывают падение спроса. В условиях ограничения выбросов и торговли стоимость выбросов автоматически снижается, поэтому схема ограничения выбросов и торговли добавляет еще один автоматический стабилизатор в экономику — по сути, автоматический финансовый стимул. Однако более низкая цена загрязнения также приводит к сокращению усилий по сокращению загрязнения. Если правительство способно стимулировать экономику независимо от схемы ограничения и торговли, то чрезмерно низкая цена приводит к упущенной возможности сократить выбросы быстрее, чем планировалось. Вместо этого, возможно, было бы лучше иметь нижний уровень цен (налог). Это особенно верно в тех случаях, когда необходимо срочно сократить загрязнение окружающей среды, как в случае с выбросами парниковых газов. Нижний уровень цен также обеспечивает определенность и стабильность инвестиций в сокращение выбросов: недавний опыт Великобритании показывает, что операторы атомной энергетики неохотно инвестируют на «несубсидируемых» условиях, если не существует гарантированного нижнего уровня цен на углерод (которого в настоящее время не предусматривает схема торговли выбросами ЕС).
Реакция на неопределенность: как и в случае с изменениями затрат, в мире неопределенности неясно, являются ли сборы за выбросы или системы ограничения выбросов более эффективными — это зависит от того, насколько быстро предельные социальные выгоды от сокращения загрязнения падают с объемом очистки (например, является ли неэластичный или эластичный график предельных социальных выгод).
Остальное: величина налога будет зависеть от того, насколько чувствительно предложение выбросов к цене. Разрешительная цена ограничения и торговли будет зависеть от рынка загрязняющих веществ. Налог генерирует государственные доходы, но полномасштабные разрешения на выбросы могут сделать то же самое. Можно было бы внедрить аналогичную восходящую систему ограничения и торговли. Налог на углерод выше по течению может быть самым простым в администрировании. Создание комплексного механизма ограничения и торговли, который является всеобъемлющим, имеет высокие институциональные потребности.

### Командно-контрольное регулирование
Командование и контроль — это система регулирования, которая предписывает предельные значения выбросов и методы их соблюдения для каждого объекта или источника. Это традиционный подход к снижению загрязнения воздуха.
Командно-контрольные нормы являются более жесткими, чем основанные на стимулах подходы, такие как плата за загрязнение, ограничение выбросов и торговля. Примером этого может служить стандарт эффективности, устанавливающий для каждого загрязнителя определенную цель в области выбросов, которая является фиксированной, и поэтому бремя сокращения загрязнения не может быть переложено на фирмы, которые могут достичь ее более дешево. В результате стандарты производительности, скорее всего, будут более дорогостоящими в целом. Дополнительные расходы будут переданы конечным потребителям.

## Система торговли
В 1990 году в первом докладе Межправительственной группы экспертов по изменению климата (МГЭИК) была подчеркнута непосредственная угроза изменения климата и выбросов парниковых газов, и дипломатические усилия были направлены на поиск международных рамок, в рамках которых такие выбросы могли бы регулироваться. В 1997 году был принят Киотский протокол. Киотский протокол — это международный договор 1997 года, вступивший в силу в 2005 году. В договоре большинство развитых стран согласились установить юридически обязательные целевые показатели для своих выбросов шести основных парниковых газов. Квоты на выбросы (известные как «установленные количества») были согласованы каждой участвующей страной, включенной в Приложение I, с намерением сократить общие выбросы на 5,2 % по сравнению с их уровнями 1990 года к концу 2012 года. В период с 1990 по 2012 год первоначальные стороны Киотского протокола сократили свои выбросы CO2 на 12,5 %, что значительно превышает целевой показатель 2012 года в 4,7 %. Соединенные Штаты являются единственной промышленно развитой страной в соответствии с Приложением I, которая не ратифицировала договор и поэтому не связана им. МГЭИК прогнозирует, что финансовый эффект от соблюдения обязательств посредством торговли в течение периода действия Киотских обязательств будет ограничен в пределах 0,1-1,1 % ВВП между странами-участниками торговли. Соглашение должно было привести к тому, что к 2012 году совокупные выбросы промышленно развитых стран сократятся на 5,2 процента ниже уровня 1990 года. Несмотря на то, что Соединенные Штаты и Австралия не ратифицировали протокол, соглашение вступило в силу в 2005 году, как только было выполнено требование о ратификации соглашения 55 странами, включенными в Приложение I (преимущественно промышленно развитыми), на долю которых совместно приходится 55 процентов выбросов в соответствии с приложением I 1990 года.
Протокол определяет несколько механизмов («гибкие механизмы»), которые предназначены для того, чтобы позволить странам, включенным в Приложение I, выполнять свои обязательства по сокращению выбросов (ПДВ) с меньшим экономическим эффектом.
В соответствии со статьей 3.3 Киотского протокола стороны, включенные в Приложение I, могут использовать абсорбцию ПГ в результате облесения и лесовозобновления (поглотители лесов) и обезлесения (источники) с 1990 года для выполнения своих обязательств по сокращению выбросов.
Согласно договору, в течение 5-летнего периода соблюдения с 2008 по 2012 год страны, которые выбрасывают меньше своей квоты, смогут продавать единицы установленного количества (каждая единица представляет собой норму на выброс одной метрической тонны CO2) странам, которые превышают свои квоты. Страны, включенные в Приложение I, также могут спонсировать углеродные проекты, направленные на сокращение выбросов парниковых газов в других странах. Эти проекты генерируют торгуемые углеродные кредиты, которые могут быть использованы странами, включенными в Приложение I, для достижения своих предельных значений. Проектными Киотскими механизмами являются Механизм чистого развития (МЧР) и Механизм совместного осуществления (со). Существует четыре таких международных гибких механизма, или Киотский механизм, прописанных в Киотском протоколе.
Статья 17 предусматривает, что протокол разрешает странам, включенным в Приложение I, которые согласились на ограничения выбросов, участвовать в торговле выбросами с другими странами, включенными в Приложение I.
Статья 4 уполномочивает такие стороны осуществлять свои ограничения совместно, как это решили сделать государства-члены ЕС.
Статья 6 предусматривает, что такие страны, включенные в Приложение I, могут участвовать в совместных инициативах. В обмен на единицы сокращения выбросов (ЕСВ), которые будут использоваться против их установленных количеств.
Статья 12 предусматривает механизм, известный как механизм чистого развития (МЧР), в соответствии с которым страны, включенные в Приложение I, могут инвестировать в проекты ограничения выбросов в развивающихся странах и использовать сертифицированные сокращения выбросов (ССВ), произведенные против их собственных установленных количеств.
Предполагается, что проекты МЧР будут способствовать устойчивому развитию в развивающихся странах, а также генерировать «реальную» и «дополнительную» экономию выбросов, то есть экономию, которая возникает только благодаря рассматриваемому проекту МЧР.